# Flora Tristan
Flora Célestine Thérèse Henriette de Tristan (París, 7 de abril de 1803-Burdeos, 14 de noviembre de 1844), más conocida como Flora Tristán, fue una filósofa, economista, escritora, pensadora y feminista francesa de ascendencia peruana. Fue una de las grandes fundadoras del feminismo temprano.

## Biografía
Su padre, Mariano de Tristán y Moscoso, hermano de Juan Pío de Tristán y Moscoso, fue un aristócrata y coronel peruano natural de Arequipa (en ese entonces parte del Virreinato del Perú) y miembro de la Armada Española, mientras que su madre, Teresa Lesnais, era francesa. Algunas versiones sostienen que Simón Bolívar fue el padre de Flora Tristán. Mariano y Teresa se conocieron en la ciudad vasca de Bilbao durante la estancia de Mariano allí. Este no llegó a reconocer legalmente a Flora como su hija. Flora tuvo una primera infancia de lujo, y su casa era visitada por personajes que luego serían hitos en la historia, como Simón Bolívar, que compartía orígenes criollos y vascos con el padre de Flora. Esta situación de bondad económica y social se truncó con la muerte de su padre en 1808, cuando Flora apenas tenía 5 años, lo cual dejó a la familia en la pobreza. La falta de reconocimiento legal del matrimonio de sus padres le impidió heredar los bienes que dejara este.
Tras unos años en el campo y la muerte de su hermano pequeño, Flora y su madre se trasladaron a vivir a un barrio marginal de París, en los alrededores de la Place Maubert, donde vivieron en condiciones penosas. A los 16 años comenzó a trabajar como obrera colorista en un taller de litografía y con 17 años se casó con el propietario de este, André Chazal, el 3 de febrero de 1821. En los cuatro años siguientes tuvieron tres hijos, uno de los cuales murió, al parecer, muy pequeño; el otro recibió el nombre de Ernesto, y la tercera, nacida en 1825, fue Alina, que sería más tarde la madre del pintor Paul Gauguin. Este matrimonio de conveniencia se disolvió a causa de los celos y malos tratos del esposo. A los 22 años, Flora huyó del hogar llevándose a sus hijos. Su doble condición de hija natural y esposa separada la redujo a la marginal condición de “paria”, como le gustaba denominarse. Chazal la persiguió incansablemente. Finalmente, lograron un acuerdo judicial, por el que él se quedaba con la custodia del hijo varón, mientras que ella se quedaba con la niña.
No obstante, Flora desconfió de su marido y se marchó de París. Así comenzó su vida errante junto con su hija Alina. Gracias a la intervención del capitán Chabrié, en 1829 pudo remitir una carta a su tío Juan Pío Tristán y Moscoso, que vivía en Perú, quien durante cinco años le envió dinero para ayudarla contra su pobreza. Gracias a Pedro Mariano de Goyeneche, pariente de los Tristán, Flora viajó a Perú en 1832, dispuesta a cobrar su herencia y recuperar su lugar en la sociedad.
El 7 de abril de 1833, justo el día en el que cumplió 30 años, Flora se embarcó en Le Mexican. El barco pertenecía al mismo capitán Chabrié, quien le había facilitado el primer contacto con sus parientes peruanos. La travesía hasta América duró cinco meses y, tras desembarcar en Islay, Flora pasó a Arequipa, donde permaneció hasta abril de 1834. Reclamó a don Pío su herencia paterna, pero este se negó a dársela; aunque Pío la tratara de “sobrina querida”, al no haber ningún documento que acreditara que era hija legítima de su hermano Mariano, no podía proceder de otro modo. Únicamente accedió a pasarle una pensión mensual.
Flora se trasladó a Lima, donde permaneció hasta el 16 de julio de 1834, fecha en que se embarcó en Callao con destino a Liverpool, en el Reino Unido. Durante su estancia en Perú fue testigo de la guerra civil entre los partidarios de Agustín Gamarra y los de Luis José de Orbegoso.
Flora escribió un diario de viajes acerca de sus experiencias en Perú. El diario fue publicado en 1838, como Pérégrinations d'une paria (Peregrinaciones de una paria).
De regreso a Francia, emprendió una campaña a favor de la emancipación de la mujer, los derechos de los trabajadores y en contra de la pena de muerte. Ya había conseguido la separación legal de su marido y la custodia de sus hijos; sin embargo, André Chazal, enfurecido e impotente, intentó asesinarla en septiembre de 1838, disparándole en la calle, y la dejó malherida. Flora ganó notoriedad en la prensa, y Chazal fue sometido a un proceso que se le complicó con la acusación de intentar violar a su propia hija Aline; finalmente fue condenado a veinte años de trabajos forzados.
Separada ya de Chazal, Flora publicó en 1840 un coherente programa socialista en L’Union Ouvrière (La Unión Obrera), en donde clamó por la necesidad de los trabajadores de organizarse y abogó por su «unidad universal» —la emancipación de los trabajadores debía ir unida a la emancipación de la mujer—; ella fue quien creó la consigna ¡Proletarios del mundo, uníos!. Se convirtió así en la primera mujer en hablar del socialismo y de la lucha de los proletarios. Karl Marx reconoció su carácter de «precursora de altos ideales nobles» y sus libros formaron parte de su biblioteca personal. En el texto La Sagrada Familia (escrito conjuntamente por Karl Marx y Friedrich Engels) en el capítulo IV —escrito solamente por Engels— (Die kritische Kritik als die Ruhe des Erkennens oder die kirische Kritik ald Herr Edgar) se hace una defensa de la feminista comunista Flore Celestine.
Murió a los 41 años, víctima del tifus mientras se hallaba en plena gira por el interior de Francia, promoviendo sus ideas revolucionarias, aunque no se descarta otro proceso que fuese arrastrando, puesto que su Tour de France hace varias referencias a su estado de salud.

### Árbol genealógico
|                |                |                |                |                |                |  |  |                          |                          |                          |                          |                          |                          |  |  |               |               |               |               |                              |                              | José Joaquín de Tristán del Pozo y Carassa | José Joaquín de Tristán del Pozo y Carassa | José Joaquín de Tristán del Pozo y Carassa | José Joaquín de Tristán del Pozo y Carassa | José Joaquín de Tristán del Pozo y Carassa | José Joaquín de Tristán del Pozo y Carassa |                 |                 |                 |                 |                 |                 | Mercedes de Moscoso y Pérez de Oblitas | Mercedes de Moscoso y Pérez de Oblitas | Mercedes de Moscoso y Pérez de Oblitas | Mercedes de Moscoso y Pérez de Oblitas | Mercedes de Moscoso y Pérez de Oblitas | Mercedes de Moscoso y Pérez de Oblitas |                          |                          |                   |                   |                   |                   |  |  |            |            |            |            |            |            |  |  |
|                |                |                |                |                |                |  |  |                          |                          |                          |                          |                          |                          |  |  |               |               |               |               |                              |                              | José Joaquín de Tristán del Pozo y Carassa | José Joaquín de Tristán del Pozo y Carassa | José Joaquín de Tristán del Pozo y Carassa | José Joaquín de Tristán del Pozo y Carassa | José Joaquín de Tristán del Pozo y Carassa | José Joaquín de Tristán del Pozo y Carassa |                 |                 |                 |                 |                 |                 | Mercedes de Moscoso y Pérez de Oblitas | Mercedes de Moscoso y Pérez de Oblitas | Mercedes de Moscoso y Pérez de Oblitas | Mercedes de Moscoso y Pérez de Oblitas | Mercedes de Moscoso y Pérez de Oblitas | Mercedes de Moscoso y Pérez de Oblitas |                          |                          |                   |                   |                   |                   |  |  |            |            |            |            |            |            |  |  |
|                |                |                |                |                |                |  |  |                          |                          |                          |                          |                          |                          |  |  |               |               |               |               |                              |                              |                                            |                                            |                                            |                                            |                                            |                                            |                 |                 |                 |                 |                 |                 |                                        |                                        |                                        |                                        |                                        |                                        |                          |                          |                   |                   |                   |                   |  |  |            |            |            |            |            |            |  |  |
|                |                |                |                |                |                |  |  |                          |                          |                          |                          |                          |                          |  |  |               |               |               |               |                              |                              |                                            |                                            |                                            |                                            |                                            |                                            |                 |                 |                 |                 |                 |                 |                                        |                                        |                                        |                                        |                                        |                                        |                          |                          |                   |                   |                   |                   |  |  |            |            |            |            |            |            |  |  |
| Léonard Chazal | Léonard Chazal | Léonard Chazal | Léonard Chazal | Léonard Chazal | Léonard Chazal |  |  | Jeanne-Geneviève Buterne | Jeanne-Geneviève Buterne | Jeanne-Geneviève Buterne | Jeanne-Geneviève Buterne | Jeanne-Geneviève Buterne | Jeanne-Geneviève Buterne |  |  |               |               |               |               | Mariano de Tristán y Moscoso | Mariano de Tristán y Moscoso | Mariano de Tristán y Moscoso               | Mariano de Tristán y Moscoso               | Mariano de Tristán y Moscoso               | Mariano de Tristán y Moscoso               |                                            |                                            | Thérèse Lesnais | Thérèse Lesnais | Thérèse Lesnais | Thérèse Lesnais | Thérèse Lesnais | Thérèse Lesnais |                                        |                                        | Pío de Tristán y Moscoso               | Pío de Tristán y Moscoso               | Pío de Tristán y Moscoso               | Pío de Tristán y Moscoso               | Pío de Tristán y Moscoso | Pío de Tristán y Moscoso |                   |                   |                   |                   |  |  |            |            |            |            |            |            |  |  |
| Léonard Chazal | Léonard Chazal | Léonard Chazal | Léonard Chazal | Léonard Chazal | Léonard Chazal |  |  | Jeanne-Geneviève Buterne | Jeanne-Geneviève Buterne | Jeanne-Geneviève Buterne | Jeanne-Geneviève Buterne | Jeanne-Geneviève Buterne | Jeanne-Geneviève Buterne |  |  |               |               |               |               | Mariano de Tristán y Moscoso | Mariano de Tristán y Moscoso | Mariano de Tristán y Moscoso               | Mariano de Tristán y Moscoso               | Mariano de Tristán y Moscoso               | Mariano de Tristán y Moscoso               |                                            |                                            | Thérèse Lesnais | Thérèse Lesnais | Thérèse Lesnais | Thérèse Lesnais | Thérèse Lesnais | Thérèse Lesnais |                                        |                                        | Pío de Tristán y Moscoso               | Pío de Tristán y Moscoso               | Pío de Tristán y Moscoso               | Pío de Tristán y Moscoso               | Pío de Tristán y Moscoso | Pío de Tristán y Moscoso |                   |                   |                   |                   |  |  |            |            |            |            |            |            |  |  |
|                |                |                |                |                |                |  |  |                          |                          |                          |                          |                          |                          |  |  |               |               |               |               |                              |                              |                                            |                                            |                                            |                                            |                                            |                                            |                 |                 |                 |                 |                 |                 |                                        |                                        |                                        |                                        |                                        |                                        |                          |                          |                   |                   |                   |                   |  |  |            |            |            |            |            |            |  |  |
|                |                |                |                |                |                |  |  |                          |                          |                          |                          |                          |                          |  |  |               |               |               |               |                              |                              |                                            |                                            |                                            |                                            |                                            |                                            |                 |                 |                 |                 |                 |                 |                                        |                                        |                                        |                                        |                                        |                                        |                          |                          |                   |                   |                   |                   |  |  |            |            |            |            |            |            |  |  |
| Antoine Chazal | Antoine Chazal | Antoine Chazal | Antoine Chazal | Antoine Chazal | Antoine Chazal |  |  | André Chazal             | André Chazal             | André Chazal             | André Chazal             | André Chazal             | André Chazal             |  |  |               |               |               |               |                              |                              |                                            |                                            | Flora Tristan                              | Flora Tristan                              | Flora Tristan                              | Flora Tristan                              | Flora Tristan   | Flora Tristan   |                 |                 |                 |                 |                                        |                                        |                                        |                                        |                                        |                                        |                          |                          |                   |                   |                   |                   |  |  |            |            |            |            |            |            |  |  |
| Antoine Chazal | Antoine Chazal | Antoine Chazal | Antoine Chazal | Antoine Chazal | Antoine Chazal |  |  | André Chazal             | André Chazal             | André Chazal             | André Chazal             | André Chazal             | André Chazal             |  |  |               |               |               |               |                              |                              |                                            |                                            | Flora Tristan                              | Flora Tristan                              | Flora Tristan                              | Flora Tristan                              | Flora Tristan   | Flora Tristan   |                 |                 |                 |                 |                                        |                                        |                                        |                                        |                                        |                                        |                          |                          |                   |                   |                   |                   |  |  |            |            |            |            |            |            |  |  |
|                |                |                |                |                |                |  |  |                          |                          |                          |                          |                          |                          |  |  |               |               |               |               |                              |                              |                                            |                                            |                                            |                                            |                                            |                                            |                 |                 |                 |                 |                 |                 |                                        |                                        |                                        |                                        |                                        |                                        |                          |                          |                   |                   |                   |                   |  |  |            |            |            |            |            |            |  |  |
|                |                |                |                |                |                |  |  |                          |                          |                          |                          |                          |                          |  |  |               |               |               |               |                              |                              |                                            |                                            |                                            |                                            |                                            |                                            |                 |                 |                 |                 |                 |                 |                                        |                                        |                                        |                                        |                                        |                                        |                          |                          |                   |                   |                   |                   |  |  |            |            |            |            |            |            |  |  |
|                |                |                |                |                |                |  |  | Alexandre Chazal         | Alexandre Chazal         | Alexandre Chazal         | Alexandre Chazal         | Alexandre Chazal         | Alexandre Chazal         |  |  | Ernest Chazal | Ernest Chazal | Ernest Chazal | Ernest Chazal | Ernest Chazal                | Ernest Chazal                |                                            |                                            | Clovis Gauguin                             | Clovis Gauguin                             | Clovis Gauguin                             | Clovis Gauguin                             | Clovis Gauguin  | Clovis Gauguin  |                 |                 | Aline Chazal    | Aline Chazal    | Aline Chazal                           | Aline Chazal                           | Aline Chazal                           | Aline Chazal                           |                                        |                                        |                          |                          |                   |                   |                   |                   |  |  |            |            |            |            |            |            |  |  |
|                |                |                |                |                |                |  |  | Alexandre Chazal         | Alexandre Chazal         | Alexandre Chazal         | Alexandre Chazal         | Alexandre Chazal         | Alexandre Chazal         |  |  | Ernest Chazal | Ernest Chazal | Ernest Chazal | Ernest Chazal | Ernest Chazal                | Ernest Chazal                |                                            |                                            | Clovis Gauguin                             | Clovis Gauguin                             | Clovis Gauguin                             | Clovis Gauguin                             | Clovis Gauguin  | Clovis Gauguin  |                 |                 | Aline Chazal    | Aline Chazal    | Aline Chazal                           | Aline Chazal                           | Aline Chazal                           | Aline Chazal                           |                                        |                                        |                          |                          |                   |                   |                   |                   |  |  |            |            |            |            |            |            |  |  |
|                |                |                |                |                |                |  |  |                          |                          |                          |                          |                          |                          |  |  |               |               |               |               |                              |                              |                                            |                                            |                                            |                                            |                                            |                                            |                 |                 |                 |                 |                 |                 |                                        |                                        |                                        |                                        |                                        |                                        |                          |                          |                   |                   |                   |                   |  |  |            |            |            |            |            |            |  |  |
|                |                |                |                |                |                |  |  |                          |                          |                          |                          |                          |                          |  |  |               |               |               |               |                              |                              |                                            |                                            |                                            |                                            |                                            |                                            | Paul Gauguin    | Paul Gauguin    | Paul Gauguin    | Paul Gauguin    | Paul Gauguin    | Paul Gauguin    |                                        |                                        | Mette-Sophie Gad                       | Mette-Sophie Gad                       | Mette-Sophie Gad                       | Mette-Sophie Gad                       | Mette-Sophie Gad         | Mette-Sophie Gad         |                   |                   |                   |                   |  |  |            |            |            |            |            |            |  |  |
|                |                |                |                |                |                |  |  |                          |                          |                          |                          |                          |                          |  |  |               |               |               |               |                              |                              |                                            |                                            |                                            |                                            |                                            |                                            | Paul Gauguin    | Paul Gauguin    | Paul Gauguin    | Paul Gauguin    | Paul Gauguin    | Paul Gauguin    |                                        |                                        | Mette-Sophie Gad                       | Mette-Sophie Gad                       | Mette-Sophie Gad                       | Mette-Sophie Gad                       | Mette-Sophie Gad         | Mette-Sophie Gad         |                   |                   |                   |                   |  |  |            |            |            |            |            |            |  |  |
|                |                |                |                |                |                |  |  |                          |                          |                          |                          |                          |                          |  |  |               |               |               |               |                              |                              |                                            |                                            |                                            |                                            |                                            |                                            |                 |                 |                 |                 |                 |                 |                                        |                                        |                                        |                                        |                                        |                                        |                          |                          |                   |                   |                   |                   |  |  |            |            |            |            |            |            |  |  |
|                |                |                |                |                |                |  |  |                          |                          |                          |                          |                          |                          |  |  |               |               |               |               |                              |                              |                                            |                                            |                                            |                                            |                                            |                                            |                 |                 |                 |                 |                 |                 |                                        |                                        |                                        |                                        |                                        |                                        |                          |                          |                   |                   |                   |                   |  |  |            |            |            |            |            |            |  |  |
|                |                |                |                |                |                |  |  |                          |                          |                          |                          |                          |                          |  |  | Émile Gauguin | Émile Gauguin | Émile Gauguin | Émile Gauguin | Émile Gauguin                | Émile Gauguin                |                                            |                                            | Aline Gauguin                              | Aline Gauguin                              | Aline Gauguin                              | Aline Gauguin                              | Aline Gauguin   | Aline Gauguin   |                 |                 | Clovis Gauguin  | Clovis Gauguin  | Clovis Gauguin                         | Clovis Gauguin                         | Clovis Gauguin                         | Clovis Gauguin                         |                                        |                                        | Jean-René Gauguin        | Jean-René Gauguin        | Jean-René Gauguin | Jean-René Gauguin | Jean-René Gauguin | Jean-René Gauguin |  |  | {{{FS4 }}} | {{{FS4 }}} | {{{FS4 }}} | {{{FS4 }}} | {{{FS4 }}} | {{{FS4 }}} |  |  |

## Obras
Flora Tristán fue autora de muchos trabajos de carácter ideológico y literario, los más conocidos son:
- Peregrinaciones de una paria (texto francés, 1839 y 1840; traducción española de Emilia Romero, 1946 y 1971), libro que se presenta como una memoria de su viaje a América y su estancia en Perú entre 1833 y 1834, sin embargo, la autora adopta múltiples formas narrativas para ofrecer su visión personal de sus experiencias. Es un libro fundamental para conocer de cerca los avatares de la incipiente república peruana, cuyas prácticas y costumbres fueron analizadas detenidamente por la autora.
- Paseos en Londres (1840), pieza que contiene agudas críticas a la civilización británica.
- La unión obrera (1843),[12] folleto donde se sintetiza su ideario o programa de reformas a favor de la clase proletaria; obra fundamental de la biblioteca de Marx.
- La emancipación de la mujer (texto francés, 1845 y 1846; traducción española de M. E. Mur de Lara, 1948) donde se manifiesta rudamente contra la inferioridad matrimonial del sexo femenino y ataca la gazmoñería del ambiente. Es un ensayo anticipatorio del moderno pensamiento feminista.[13]
- Mephis, novela cuyo protagonista aparece como una combinación de Mesías y Mefistófeles.

## Influencia en la literatura
Inspirado en la lectura de Peregrinaciones de una paria, el escritor peruano Abraham Valdelomar escribió en 1914 La mariscala, una biografía novelada de Francisca Zubiaga, esposa del mariscal y presidente peruano Agustín Gamarra.
En 1942, Luis Alberto Sánchez publicó una biografía novelada de Flora Tristán titulado Una mujer sola contra el mundo.
En 1964, Sebastián Salazar Bondy publicó un drama en tres actos inspirado en la vida de Flora: Flora Tristán.
El escritor peruano Mario Vargas Llosa, en su novela histórica El Paraíso en la otra esquina, analiza las travesías de Flora Tristán y de su nieto Paul Gauguin como contrastes para la vida ideal que ellos buscaban en sus experiencias fuera de su Francia natal.

## Pensamiento

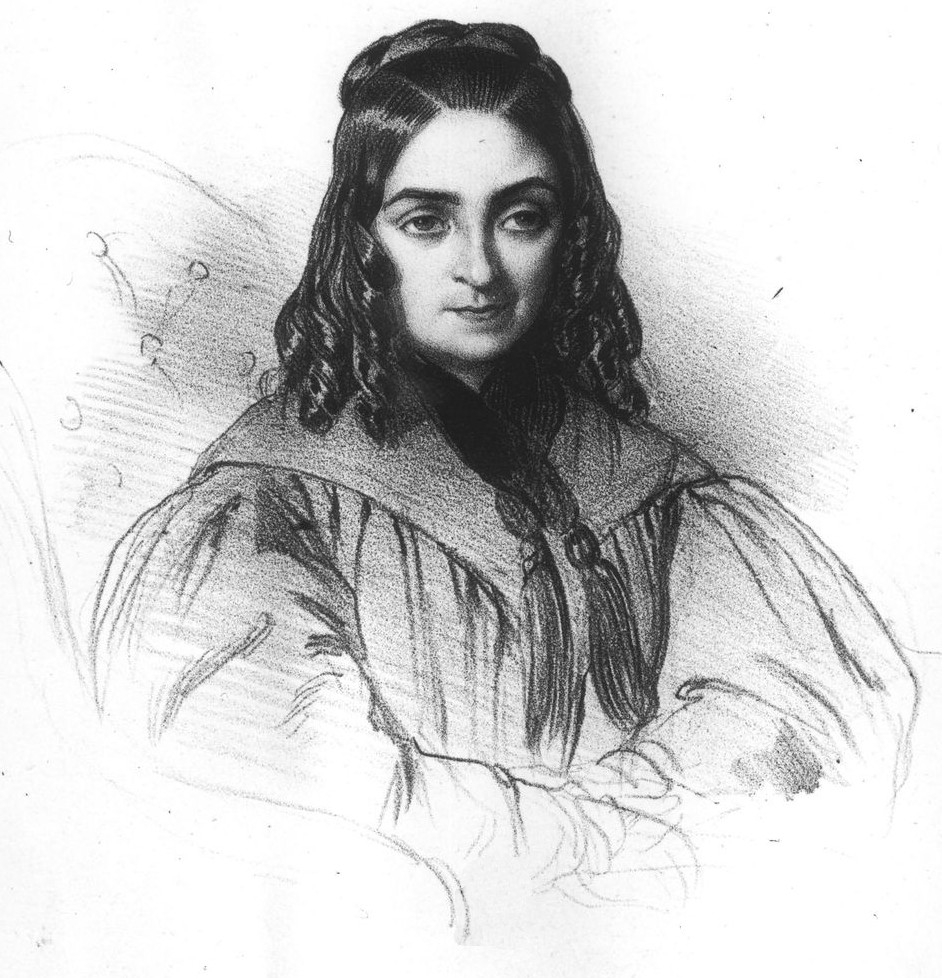
Flora Tristán en sus últimos años.

El feminismo de Flora Tristán se engarza en la Ilustración; presupone por tanto unas reivindicaciones y un proyecto político que sólo pueden articularse a partir de la idea de que todos los seres humanos nacen libres, iguales y con los mismos derechos, pero toma cuerpo en el periodo inmediatamente posterior a la Revolución Francesa. Manteniendo la continuidad con el pensamiento de autoras anteriores (Mary Wollstonecraft, entre otras), Flora Tristán imprime a su feminismo un giro de clase social, que en el futuro daría lugar al feminismo marxista. 
Al tiempo, se emparentaba con las corrientes críticas a las que se ha denominado «socialismo utópico», a pesar de no querer adherirse explícitamente a Saint-Simon, Owen o Fourier,pero teorizando ya la necesidad de una Unión Obrera, de un partido obrero. «Todas las desgracias del mundo provienen del olvido y el desprecio que hasta hoy se ha hecho de los derechos naturales e imprescriptibles del ser mujer» escribió en Unión Obrera.
Su lucha incesante por conseguir una sociedad más justa e igualitaria ha quedado plasmada en su obra. Así, entre otras, en Peregrinaciones de una paria denuncia las distintas manifestaciones de exclusión social de la sociedad de Arequipa; en Paseos en Londres (1840) realiza una de las primeras y más duras descripciones de los obreros ingleses. Escribió entonces «la esclavitud no es a mis ojos el más grande de los infortunios humanos desde que conozco el proletariado inglés».
En Unión Obrera describe cómo «el mejoramiento de la situación de miseria e ignorancia de los trabajadores» es fundamental, porque «todas las desgracias del mundo provienen del olvido y el desprecio que hasta hoy se ha hecho de los derechos naturales e imprescriptibles del ser mujer». Para Flora la situación de las mujeres se deriva de la aceptación del falso principio que afirma la inferioridad de la naturaleza de la mujer respecto a la del varón. Este discurso ideológico hecho desde la ley, la ciencia y la iglesia margina a la mujer de la educación racional y la destina a ser la esclava de su amo. Hasta aquí el discurso de Flora es similar al del sufragismo, pero el giro de clase comienza a producirse cuando señala cómo negar la educación a las mujeres está en relación con su explotación económica: no se envía a las niñas a la escuela «porque se les saca mejor partido en las tareas de la casa, ya sea para acunar a los niños, hacer recados, cuidar la comida, etc...», y luego «A los doce años se la coloca de aprendiza: allí continúa siendo explotada por la patrona y a menudo también maltratada como cuando estaba en casa de sus padres». Flora dirige su discurso al análisis de las mujeres más desposeídas, de las obreras. Y su juicio no puede ser más contundente: el trato injusto y vejatorio que sufren estas mujeres desde que nacen, unido a su nula educación y la obligada servidumbre al varón, genera en ellas un carácter brutal e incluso malvado. Para Flora, esta degradación moral reviste la mayor importancia, ya que las mujeres, en sus múltiples funciones de madres, amantes, esposas, hijas, etc., «lo son todo en la vida del obrero», influyen a lo largo de toda su vida. Esta situación «central» de la mujer no tiene su equivalente en la clase alta, donde el dinero puede proporcionar educadores y sirvientes profesionales y otro tipo de distracciones.
En consecuencia, educar bien a la mujer (obrera) supone el principio de la mejora intelectual, moral y material de la clase obrera. Flora, como buena «socialista utópica», confía enormemente en el poder de la educación, y como feminista reclama la educación de las mujeres; además, sostiene que de la educación racional de las mujeres depende la emancipación de los varones. Hecho que hasta la fecha se sigue recogiendo en las declaraciones de principios de los movimientos feministas.

Su discurso apela al sentido de justicia universal de la humanidad, en general, y de los varones, en particular (ya que son los depositarios del poder y la razón), para que accedan a cambiar una situación que, a su juicio, acaba volviéndose también contra ellos. 
«La ley que esclaviza a la mujer y la priva de instrucción os oprime también a vosotros, varones proletarios. (...) En nombre de vuestro propio interés, varones; en nombre de vuestra mejora, la vuestra, varones; en fin, en nombre del bienestar universal de todos y de todas os comprometo a reclamar los derechos para la mujer». (Unión Obrera).
La Flora de la Unión Obrera adelanta un pensamiento que, anterior al Manifiesto Comunista, postula la unión de los trabajadores y las mujeres —los oprimidos del mundo—, en una Internacional que, mediante una revolución pacífica -aquí aparece su herencia saintsimoniana-, traerá la prosperidad y la justicia.
Dice de ella André Breton: «Acaso no haya destino femenino que deje, en el firmamento del espíritu, una semilla tan larga y luminosa». La vida de «una temeraria y romántica justiciera» puntualiza Mario Vargas Llosa en su libro sobre Paul Gauguin, El paraíso en la otra esquina.
La publicación de Mi vida es el autorretrato en el que se reconoce como una doble paria: la hija sin reconocimiento legal del padre, y por lo tanto desheredada, y la casada por conveniencia (necesidad). Habla de su experiencia en primera persona. Flora se confiesa víctima de esa doble opresión que como mujer siente en grado extremo, lo que la llevó a luchar contra el matrimonio como medio de opresión contra las mujeres, «el único infierno que reconozco».